# Tagoropsis genoviefae
Tagoropsis genoviefae är en fjärilsart som beskrevs av Pierre Claude Rougeot 1950. Tagoropsis genoviefae ingår i släktet Tagoropsis och familjen påfågelsspinnare. Inga underarter finns listade i Catalogue of Life.